# 涼風橋
涼風橋（すずかぜばし）は、新中川に架かる橋のひとつで、東岸の東京都江戸川区春江町三丁目と西岸の一之江三丁目を結び、東京都市計画道路補助第288号線を通す。

## 歴史
江戸川区内を東西に通る東京都市計画道路補助第288号線の橋梁で、江戸川区新中川橋梁整備計画の第六弾として2006年（平成18年）に道路の築造とともに新たに架橋された。工事主体は江戸川区で、鋼桁製作・架設は株式会社三菱ピーエスが行った。
橋名の「涼風橋」は、公募により区民からの応募総数833通・489種類の中から、新中川を通り抜けるさわやかな風をイメージし、名付けられた。 

## 整備概要
「風とのふれあい」をテーマに新しい街にかかる橋として、機能美を追求し人に優しい空間となるよう、橋詰空間を積極的に活用し、ふれあいの場として整備されている。

## デザイン
街並み・橋梁/新中川をさわやかに吹き抜ける風をモチーフに、スレンダーな形状で軽快さを演出されている。

## 橋の開通後
都市計画道路補助第288号線と涼風橋の開通により、東西の交通が円滑化された。東岸の春江町や瑞江駅、西岸の一之江や環七通りとのアクセスが向上した。

## 周辺
- 一之江緑地
- 江戸川区立共育プラザ一之江
- 環七通り
- 明和橋通り

## 隣の橋
- 新中川

（上流） - 南椿橋 - 春江橋 - 涼風橋 - 明和橋 - 瑞江大橋 - （下流）